# Lakeville (Minnesota)
Lakeville – miasto w północnej części Stanów Zjednoczonych, w stanie Minnesota. Położone w hrabstwie Dakota.